# ジェイソン・デロッコ
ジェイソン・デロッコ（Jason DeRocco、1989年9月19日 - ）は、カナダのバレーボール選手である。カナダ代表。2018/19シーズンにV.LEAGUE Division1のFC東京でプレーした。

## 球歴

### ナショナルチーム
- 2017年 バレーボール・ワールドリーグ 銅メダル

### クラブ
- 2016/17 ポーランド男子バレーボールリーグ 3位（ヤストシェンブスキ・ヴェンギェル）

## 所属チーム
- アルバータ大学（2005-2008年）
- ノースウッド大学（2008-2011年）
- キフィシアVC（2011-2012年）
- サン＝ナゼールVB（2012-2013年）
- トップ・バレー（2013年）
- ナント・ルゼ・メトロポール（2014年）
- アフィヨン・ベレディイェSK（2014-2015年）
- ヤストシェンブスキ・ヴェンギェル（2015-2018年）
- FC東京（2018-2019年）